# João de Barros
João de Barros (1496 Viseu, Portugalsko — 20. října 1570 Ribeira de Alitém, Portugalsko)
byl portugalský historik a zeměpisec. V letech 1522 – 1525 byl velitelem faktorie Elmina na Zlatém pobřeží. Od roku 1525 zastával funkci pokladníka indických cel a od roku 1533 byl jejich ředitelem.
Za svůj život sepsal Spis "Decadas da Asia", který vycházel od roku 1552 do 1650 a celé vydání vyšlo v Lisabonu v roce 1778. V tomto spise shromáždil obrovské množství historického a geografického materiálu o zemích Portugalci objevených. Dílo je základním pramenem o objevech této doby.